# Jean-Xavier Bureaux de Pusy
Pour les articles homonymes, voir Pusy.
Jean-Xavier Bureaux de Pusy, né le 7 avril 1750 à Port-sur-Saône et mort le 2 février 1806 à Gênes en Italie, est un ingénieur militaire et un homme politique français, qui exerça son activité pendant la période de la Révolution.
Sa demeure franc-comtoise est le château de Pusy, situé à 5 kilomètres de Vesoul.

## Biographie
Franc-maçon, il est le fils de Jean-Baptiste Bureaux de Pusy de Port-sur-Saône, conseiller correcteur de la Chambre des comptes de Franche-Comté, et petit-fils de Pierre-François Choullat.
Entré, le 1er janvier 1771, à l'École royale du génie de Mézières en qualité de lieutenant en second, il est ingénieur militaire au fort de Joux en 1786, puis capitaine au corps royal du génie en 1789.
Il est élu, le 11 avril 1789, député de la noblesse aux États  généraux par le bailliage d'Amont. Il se fait remarquer parmi les partisans les plus modérés des réformes promises ou espérées, tout en soutenant le pouvoir royal qui lui parait la plus sûre garantie de l'ordre et de la liberté. Membre de la plupart des comités, militaire, diplomatique, colonial, des finances, etc., il coopère très activement à la nouvelle division territoriale de la France, combat l'aliénation des biens du clergé et montre les dangers des restrictions imposées à l'autorité du roi sur l'armée.
Il est, par trois fois, nommé président de l'Assemblée constituante, du 2 au 24 février 1790, du 11 au 25 septembre 1790 et du 24 mai au 6 juin 1791. Le 4 février 1790, il a, en cette qualité, à répondre à un discours du roi ; il fallait ménager à la fois la majesté du trône et les susceptibilités de la représentation nationale ; Bureaux de Puzy sut, à force de tact et avec un sentiment parfait des convenances, satisfaire à la fois et la cour et l'Assemblée.
Après la session, il reprit son service de capitaine du génie, et continua à défendre les principes constitutionnels. Mandé, à ce sujet à la barre de l'Assemblée législative, il se justifia avec autant de sincérité que de dignité ; la 1re janvier 1792, Louis XVI lui donna la croix de Saint-Louis. Mais les événements se précipitaient ; l'Assemblée avait prononcé la déchéance du roi, et on exigeait de l'armée de nouveaux serments : Bureaux de Pusy résolut d'émigrer en Amérique, et partit avec le marquis de La Fayette, Latour-Maubourg et Lameth. À peine hors de France, il fut arrêté avec sa femme et ses compagnons par les troupes autrichiennes, et jeté dans les cachots d'Olmütz, où il resta cinq ans.
En 1797, Bonaparte, vainqueur des Autrichiens, exigea, aux négociations d'Udine, et sur l'ordre exprès du Directoire, la délivrance des prisonniers d'Olmütz ; le 29 septembre, cinq ans et un mois après leur arrestation, Bureaux de Puzy, sa femme et les autres furent délivrés et conduits à Hambourg. De là, Bureaux de Puzy passa aux États-Unis, où il reçut un accueil chaleureux comme compagnon d'infortune de Lafayette. On lui offrit de vastes concessions de terrain sur les rives de la Delaware, mais il n'avait pas renoncé à revenir en France, et, lorsque le gouvernement consulaire eut, après le coup d'État du 18 brumaire, rayé de la liste des émigrés les membres de l'Assemblée constituante qui avaient reconnu la souveraineté du peuple, il s'empressa de rentrer et reprit ses biens invendus.
Le 11 brumaire au X, le premier consul l'appela à la préfecture de l'Allier, puis, le 11 thermidor de la même année, à celle du Rhône ; il y fit preuve d'un esprit très conciliant, et s'y montra administrateur habile.
Commandeur de la Légion d'honneur, du 25 prairial an XII, il fut nommé préfet de Gênes le 15 messidor an XIII ; il eut à réprimer une émeute des Parmesans, et put, sans verser une goutte de sang, pacifier les campagnes génoises, en haranguant lui-même les mécontents. Son succès fut complet, mais il l'apporta de cette expédition les germes de la maladie qui l'emporta quelques mois après.
Gendre de Pierre Poivre, il est le père de Maurice Poivre Bureaux de Pusy et le beau-père du général Corneille-Auguste Charpentier de Cossigny (fils de Joseph-François Charpentier de Cossigny de Palma).

### Sociétés savantes
Il est élu le 6 décembre 1801 à l'Académie des sciences, belles-lettres et arts de Lyon pour succéder au préfet Verninac, il sera nommé président en 1803.